# نهضت العلما
نهضت العلما (اندونزیایی: Nahdlatul Ulama) جنبشی سنت‌گرا و سنی در اندونزی است که از مکتب فقهی شافعی پیروی می‌کنند.
این جنبش در ۳۱ ژانویه ۱۹۲۶ در سورابایا در راستای اصلاح‌طلبی اسلامی در اندونزی تأسیس شد. نهضت العلما بزرگترین سازمان اسلامی مستقل در جهان است که در سال ۲۰۰۳ چهل میلیون نفر عضو داشته‌است. در حال حاضر 'حلمی فیصل زینی' دبیر کل نهضت العلماء اندونزی می‌باشد. این سازمان مخالف تفکرات داعش و سلفی بوده و به تقریب بین ادیان و همزیستی مسالمت‌آمیز بین فرق اسلامی اعتقاد دارد.
این نهضت همچنین در زمینه کارهای خیریه به جهت تأمین بسیاری از نقص‌های دولت اندونزی در جامعه کارهای بسیاری از جمله کمک به مدارس و بیمارستان‌ها، و همچنین کمک به ساماندهی گروه‌های مختلف به جهت کاستن از فقرشان، کمک‌هایی انجام می‌دهد. این گروه در حال حاضر مدعی است که ۹۰ میلیون نفر عضو دارد.
مسئولان نهضت العلماء در زمان‌های گوناگون با رهبران ایران دیدار داشته‌اند.